# Vissókoie (Penza)
|  | Per a altres significats, vegeu «Vissókoie». |

Vissókoie - Высокое (rus) és un poble de l'óblast de Penza. Rússia. El 2010 tenia 448 habitants.